# Оганесян, Степан Иванович
Степа́н Ива́нович Оганеся́н (род. 28 сентября 2001, Междуреченск, Кемеровская область) — российский футболист, крайний полузащитник и нападающий «Оренбурга».

## Клубная карьера
Начал заниматься футболом в родном Междуреченске, в местной ДЮСШ имени А. И. Зинина. В июне 2012 года получил приглашение на просмотр в подмосковную школу «Мастер-Сатурн». В 2018 году в первенстве Московской области среди спортшкол в 18 играх забил 31 мяч, а также дебютировал на взрослом уровне, сыграв 14 игр в 3-м российском дивизионе за УОР № 5. Зимой 2019 года проходил сборы в составе молодёжной команды московского «Спартака» и 19 февраля 2019 года заключил контракт с «красно-белыми».
Дебютировал за молодёжную команду «Спартака» 26 февраля 2019 года в перенесённом матче 2-го тура молодёжного первенства против московского «Локомотива» (0:2), выйдя на замену на 54-й минуте матча. Первый мяч за «молодёжку» забил 24 апреля 2019 года в матче 25-го тура молодёжного первенства против тульского «Арсенала» (5:0) на 47-й минуте матча. Всего за молодёжный состав «Спартака» провёл 29 матчей и забил 7 мячей.
С января 2020 года начал привлекаться Романом Пилипчуком в фарм-клуб «Спартак-2». 12 марта 2020 года продлил контракт со «Спартаком» до лета 2024 года. Дебютировал за «Спартак-2» 15 марта 2020 года в матче 27-го тура первенства ФНЛ против «Енисея» (0:1), выйдя в стартовом составе и проведя на поле весь матч. В сезоне 2019/20 провёл всего 2 матча в связи досрочно завершённого первенства ФНЛ из-за коронавирусной инфекции. Первый мяч за вторую команду забил 19 сентября 2020 года в матче 10-го тура первенства ФНЛ 2020/21 против «Велеса» (2:1) на 55-й минуте матча с передачи Михаила Игнатова.
С августа по октябрь 2020 года провёл 14 матчей и забил четыре мяча в первенстве ФНЛ 2020/21, после чего начал привлекаться главным тренером Доменико Тедеско в основную команду. 17 октября 2020 года дебютировал за основную команду московского «Спартака» в матче 11-го тура чемпионата России против «Химок» (3:2), выйдя на замену на 79-й минуте матча вместо Александра Кокорина.
29 июня 2022 года на правах аренды перешёл в «Оренбург» до конца сезона 2022/23 с правом последующего выкупа. Дебютировал за клуб 16 июля 2022 года в матче 1-го тура чемпионата России против «Крыльев Советов» (2:4), выйдя в стартовом составе. Первый мяч за «Оренбург» забил 19 октября 2022 года в матче 4-го тура группового этапа Кубка России против «Ахмата» (4:2), отличившись на 31-й минуте встречи. Свой первый мяч в чемпионате России забил 30 апреля 2023 года в матче 25-го тура против «Пари НН» (1:0), отличившись на 79-й минуте встречи с передачи Лукаса Веры. По окончании сезона 2022/23 «Оренбург» выкупил права на футболиста у «Спартака».
Первый мяч в сезоне 2023/2024 забил 9 августа 2023 года в матче 2-го тура группового этапа кубка России против «Сочи» (2:0), отличившись на 25-й минуте встречи с передачи Томаса Муро. 3 декабря 2023 года забил в  РПЛ в 17-м туре в ворота «Краснодара» (1:2), отличившись на 51-й минуте с передачи Лукаса Веры

## Карьера в сборной
В январе 2018 году впервые был вызван Михаилом Полишкисом в сборную России до 17 лет, за которую провёл 4 матчей. В мае 2019 года Александром Кержаковым был вызван в сборную России до 18 лет, за которую провёл 9 матчей и забил 1 мяч. В сентябре 2019 года был вызван в сборную России до 19 лет, за которую провёл 8 матчей.
11 мая 2021 года был впервые вызван в молодёжную сборную России под руководством Михаила Галактионова. Дебютировал за молодёжную сборную 3 июня 2021 года в товарищеском матче против молодёжной сборной Болгарии (1:0) выйдя на замену на 60-й минуте матча вместо Михаила Игнатова.
7 сентября 2023 года дебютировал за сборную России в товарищеском матче против олимпийской сборной Египта (1:1), в котором также отметился забитым мячом.

## Статистика
| Выступление      | Выступление      | Выступление      | Лига | Лига | Кубки | Кубки | Итого | Итого |
| Клуб             | Лига             | Сезон            | Игры | Голы | Игры  | Голы  | Игры  | Голы  |
| ---------------- | ---------------- | ---------------- | ---- | ---- | ----- | ----- | ----- | ----- |
| Спартак (Москва) | Премьер-лига     | 2020/21          | 1    | 0    | 1     | 0     | 2     | 0     |
| Спартак (Москва) | Итого            | Итого            | 1    | 0    | 1     | 0     | 2     | 0     |
| → Спартак-2      | ФНЛ              | 2019/20          | 2    | 0    | —     | —     | 2     | 0     |
| → Спартак-2      | ФНЛ              | 2020/21          | 32   | 8    | —     | —     | 32    | 8     |
| → Спартак-2      | ФНЛ              | 2021/22          | 35   | 4    | —     | —     | 35    | 4     |
| → Спартак-2      | Итого            | Итого            | 69   | 14   | —     | —     | 69    | 14    |
| Оренбург         | Премьер-лига     | → 2022/23        | 20   | 2    | 4     | 1     | 24    | 3     |
| Оренбург         | Премьер-лига     | 2023/24          | 9    | 0    | 2     | 1     | 11    | 1     |
| Оренбург         | Итого            | Итого            | 29   | 2    | 6     | 2     | 35    | 4     |
| Всего за карьеру | Всего за карьеру | Всего за карьеру | 99   | 16   | 7     | 2     | 106   | 18    |